# Ріхард фон Мізес
Рі́хард фон Мі́зес (19 квітня 1883, Львів — 14 липня 1953, Бостон, США) — американський науковець та математик, професор Гарвардського університету.

## Біографія
Народився у Львові (тоді в Австро-Угорщині) на 18 місяців пізніше від свого брата Людвіга фон Мізеса, що став відомим економістом. Родина переїхала до Відня, де Ріхард навчався в Академічній гімназії.
Навчався у Віденському технічному університеті.
Професор Страсбурзького університету. Учасник Першої Світової війни (військовий пілот австро-угорської армії).
Професор Дрезденського політехнічного інституту, Берлінського університету.
Засновник і директор Інституту прикладної математики.
З приходом до влади нацистів у Німеччині переїхав до США. Професор Гарвардського університету.
1950 року відмовився від звання почесного члена Східнонімецької академії наук.

## Праці
- Richard von Mises, Mathematical Theory of Probability and Statistics, New York, Academic Press, 1964. (англ.)
- Selected papers, v. 1-2, Providence, 1963—1964. (англ.)
- Wahrscheinlichkeitsrechnung und ihre Anwendung in der Statistik und theoretischen Physik, Lpz. — W. 1931. (нім.)
- Вероятность и статистика, М.-Л., 1930. (рос.)
- Дифференциальные и интегральные уравнения математической физики, Л.-М., 1937 (соавтор Ф. Франк). (рос.)
- Теория полета, М., 1949. (рос.)
- Математическая теория течений сжимаемой жидкости, М.,1961. (рос.)